# Giorgi Rewaziszwili (zapaśnik)
Giorgi Rewaziszwili (gruz. გიორგი რევაზიშვილი ;ur. 18 grudnia 1994) – gruziński zapaśnik startujący w stylu wolnym. Siódmy w Pucharze Świata w 2017 roku.